# غيم أوفر
انتهت اللعبة
(بالإنجليزية: Game Over، نقحرة: غَيم أُوڤَر) هي رِسالةٌ مُصاحِبَةٌ للعبة الفيديو تشير للاعب أن اللعبة قد انتهت، تظهر عادةً عندما يفقد اللاعب جميع نقاط صحته، على الرغم من أنها تظهر أحياناً عند الفوز بالمستوى.

## تاريخ
استخدمت العبارة لأول مرة في خمسينيات القرن العشرين في لعبة الكرة والدبابيس، والتي كانت تضيء بواسطة مصابيح.